# سکه‌های هخامنشی

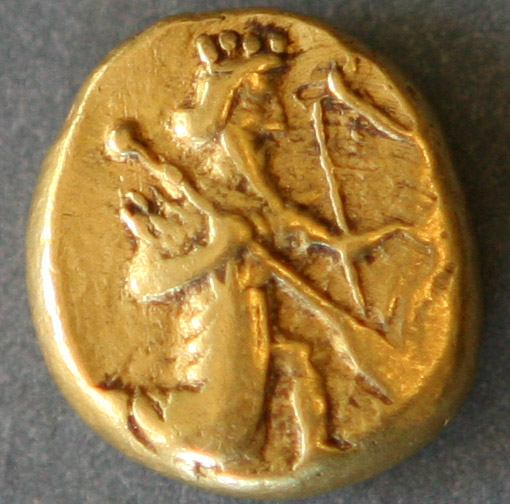
سکه دریک

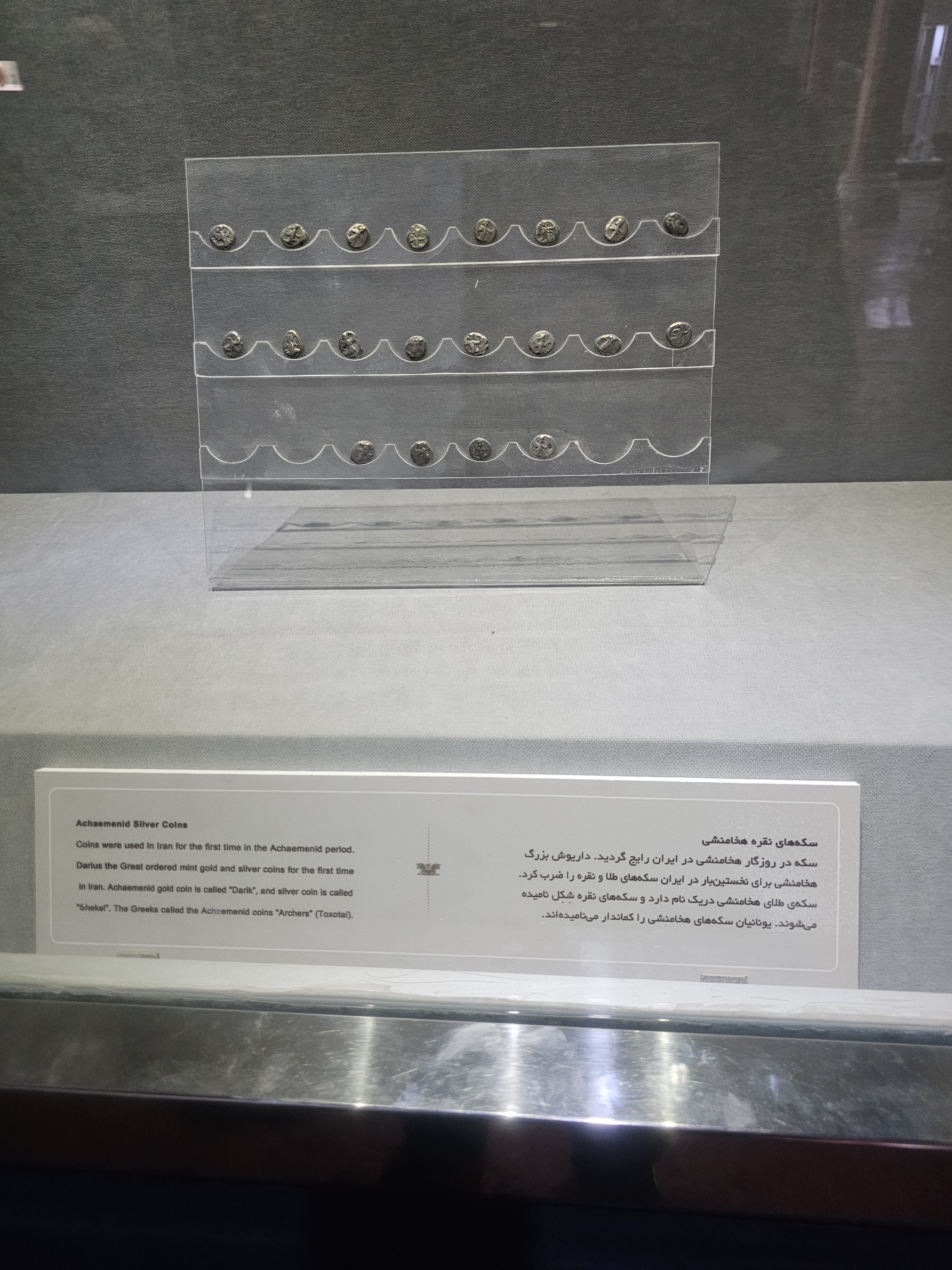
سکه‌های هخامنشی در موزه تخت‌جمشید

سکه‌های هخامنشی شامل سکه‌های دارای نشان بز و گوسفند نر در دوره کوروش و کمبوجیه و سکه‌های دریک و شکل که از دوره داریوش یکم هخامنشی تا پایان دوره هخامنشیان رواج داشت، می‌شود.

## سکه‌های شاه بزرگ
در سده ۶ پیش از میلاد در ساردیس لیدیه ضرابخانه‌ای وجود داشته‌است که از فتح ساردیس بدست کورش در ۵۴۷، از آن برای ضرب سکه‌های هخامنشی استفاده شد. این سکه‌ها تصویر روبرویی از یک شیر و یک گاو نر را در روی سکه، که نمادی بوده که همراه نام پارسه وجود داشته، و دو چهارگوش حک شده بر پشت سکه داشتند.
در دوره داریوش نخست سومین پادشاه هخامنشی (۵۲۱ تا ۴۸۵ پیش از میلاد) به فرمان وی نخستین سکه‌های زرین «دریک» و سیمین شکل که شهرت جهانی یافتند، ضرب گردید. سکه‌هایی که مردم می‌توانستند آن‌ها را به آسانی در تمام سرزمین پهناور ایران یعنی از مصر تا هندوستان که بخش سترگی از جهان آنروز را پایه‌ریزی می‌داد به کار برند و از این بابت دشواری‌هایی که میان قوم‌ها و ایالت‌های گوناگون ایران در امر داد و ستد وجود داشت، بر طرف گردید. سکه دریک زرین تنها به فرمان شخص پادشاه ضرب می‌شد لیکن سکه‌های سیمین چنین وضعی نداشت. داریوش اجازه داده بود، تا ساتراپهای او سکه‌های سیمین مورد نیاز را در ضرابخانه‌های واقع درقلمرو فرمانروایی خود ضرب نمایند. سکه‌های دریک در کلیه کشورهای مجاور به ویژه یونان بسیار رواج داشت، به گونه‌ای که بانکداران بیگانه با رغبت بسیار پول هخامنشی را می‌پذیرفتند و قسمت مهمی از داد و ستدها بانکی خود را با آن انجام می‌دادند.
سکه‌های زر را دریک (داریک) و سکه‌های سیم را سیگلوی یا شکل می‌گفتند. وزن دریک ۸/۴۲ گرم و وزن سیگلوی ۱۰/۷۵ گرم بود. عیار سکه‌های دریک بسیار بالا بود و با آزمایش روی نمونه‌های به دست آمده معلوم شده‌است که فلزش تنها ۳٪ آلیاژ می‌داشته‌است. این خلوص بالا باعث رواج این سکه شد و همواره سکه‌های طلای هخامنشی سخت معتبر بودند. در اواخر دوران هخامنشی دودریکی هم ضرب شد. کیفیت سکه‌های زر در تمام دوران هخامنشی ثابت ماند.
در دوره داریوش سوم، دو دریکی که به وزن ۱۶/۸۰گرم و نیم دریکی که نصف دریک بود و از دید نقش نیز ناچیز تفاوتی با دریک و شکل داشت، ایجاد گردید. بر پشت سکه‌های دریک و سیگلوی، بیشتر فرورفتگی نابسامان چهارگوش یا چهارگوش مستطیل وجود دارد که دربعضی از این فرورفتگی‌ها اگر دقت شود نقش دیده می‌شود.
دریک‌ها و شکل‌ها دارای نقش «کماندار پارسی» اند. این نقش در طول دو قرن سلطنت هخامنشیان تغییراتی داشت. از آنجا که سکه‌های هخامنشی تاریخ ضرب ندارند از روی قرائن دیگر نقش‌های مربوط به دوران هر پادشاه را تعیین کرده‌اند. سکه‌های هخامنشی جز موارد استثنایی تنها در یک سو دارای نقش هستند و پشت آن‌ها معمولاً فرورفتگی مربع شکل و ناهمواری‌های نامنظمی وجود دارد. اینها اثر قسمت برجستهٔ سندانی‌است که هنگام چکش‌زدن بر سکه گذاشته می‌شد؛ و بر سکه‌های دریک داریوش سوم، تصویر کماندار، مانند کمانداران پیش از او نیزه به دست ندارد، بلکه به جای نیزه دشنه به دست گرفته‌است.

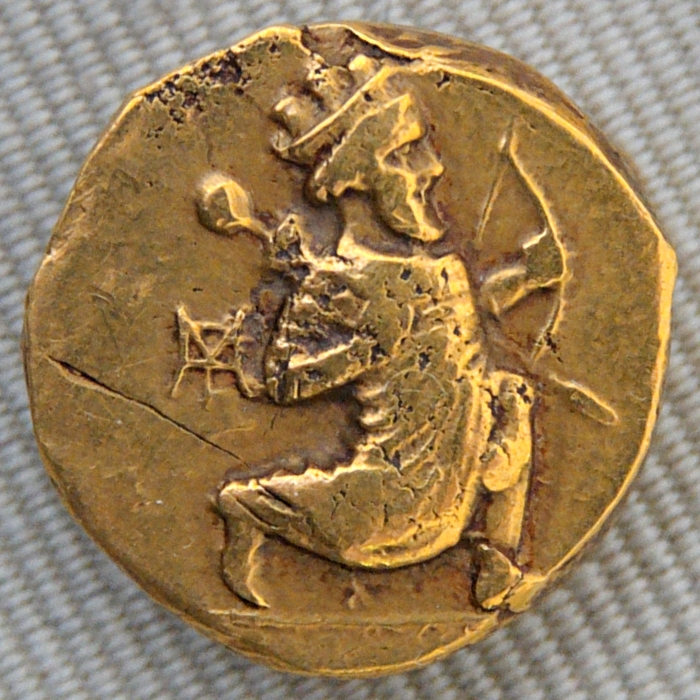
سکه ۲ دریک

## سکه‌های شاهان تابعه و ساتراپ‌ها
در شاهنشاهی هخامنشیان علاوه بر سکه‌های پادشاه بزرگ سکه‌هایی در شهرهای یونانی ضرب می‌شده که متعلق به شاهانی بود که مجبور بودند به حکومت مرکزی شاهنشاهی ایران مالیات بپردازند و نیز از سکه‌هایی از طرف ساتراپ‌ها که به ضرب آن‌ها مبادرت می‌ورزیدند.
وادینگتون می‌گوید: «حق ضرب سکه در تمام دوران تسلط ایرانیان به‌طور رقابت و هم‌زمان با سکه شاهی از طرف شهرها و حکام مختار محل‌ها و ساتراپ‌هایی که این مقام به ارث به آنان می‌رسید یا بر حسب مقتضیات به این شغل گماشته می‌شدند، اعمال می‌گردید.
در زمان هخامنشیان هیچ‌یک از حکام و پادشاهان محلی حق نداشتند بدون اجازهٔ داریوش به نام خود سکه زنند، فقط اجازه داشتند با اجازهٔ داریوش سکهٔ نقره بزنند، چرا که ضرب سکهٔ طلا در انحصار مرکز بود.
برخی از سکه شناسان در پژوهش‌های خود اشاره به نقوشی مانند جانور خوابیده یا سر جانور، یا سر اسب یا پرنده یا ماهی نموده‌اند. در مجموعه سکه‌های «هخامنشی» (ارنست بابلون) سکه‌ای است که در فرورفتگی پشت آن به گونه روشنی نقش قسمت جلوی کشتی دیده می‌شود. این سکه ضرب شهر کاری، در آسیای کهین است، زیرا یک حرف که نشانه این منطقه‌است، بر روی آن فرورفتگی است.
بر روی شماری از سکه‌های شاهی هخامنشی نیز نشانه‌ها موجود است که بتوان آن‌ها را به واسطه تفاوتی که با نشانه‌ها سکه‌های ضرب شده در شهرهای لیبی، یا مفیلی یا کیلیکیه دارند، ضرابخانه شهری را که سکه در آن ضرب گردیده تعیین نمود. به جز این نشانه‌ها، نشانه‌ها دیگر به همراه حروف نیز گاهی بر روی دو دریکی‌ها مشاهده می‌گردد که چون این نشانه‌ها بر روی سکه‌های ماژه که در بابل پس از دوران هخامنشی در مدت فرمانروایی خود ضرب زده و بر روی چند سکه اسکندر و سلوکوس نخست دیده شده‌است، می‌توان باور داشت که این سکه‌های دو دریکی پس از دوره هخامنشی ضرب زده شده و محل ضرب بابل بوده‌است. بر سکه‌های دو دریکی، یا شیارهای مواج با نقش دو هلال یا نقش قسمت جلو کشتی دیده می‌شود.
در زمان هخامنشیان بعضی ساتراپی‌ها هم که در ادارهٔ امور داخلی خود آزاد بودند سکه‌های مخصوص به خود ضرب می‌کردند که مثلاً تصویر الههٔ مورد پرستش ایشان روی آن‌ها نقش شده بود.
ساتراپ‌هایی که در آن‌ها سکه ضرب می‌شد:
- ششمین ساتراپی یعنی مصر و سیرنائیک
- پنجمین ساتراپی، یا ساتراپی سوریه، شامل عربستان و بین‌النهرین از ناحیه خابور تا زاویه فرات، سوریه، فینقیه و فلسطین، جزیره قبرس
- چهارمین ساتراپی یا ساتراپی کیلیکیه که در قرن پنجم از طرف ایالات واقع در شمال کوه‌های توروس توسعه یافت و در آخر دوران هخامنشی قسمت شمالی سوریه بدان اضافه گردید.
- اولین ساتراپی یا ساتراپی ایونی که شامل نواحی پامفیلی، لیسی، کاری و پیزیدی و ایونی و آلودی، می‌شد.
- دومین ساتراپی که بدان ساتراپی سارد یا لیدی نیز می‌گفتند. شامل ایالات میسی، لیدی و سرزمین‌های لوزونی ین‌ها و کابالی ین‌ها و هیت نی ین‌ها.
- سومین ساتراپی که اغلب به نام ساتراپی فریگیه یا داس سیلیون، معروف بوده، علاوه بر ساحل هلسپونت شامل تمام نواحی مرکزی آسیای صغیر از کوه‌های توروس تا دریای سیاه می‌شد.[۲]

طی دوران سلطنت هخامنشیان سرحدات سیاسی و اداری نواحی که در بالا ذکر آن‌ها رفت، دچار تغییرات زیادی شد و اغلب به واسطهٔ کمبود اطلاعات تاریخی ممکن است تناقضاتی برای تشخیص حدود قطعی آنها به وجود آید.